# Val-d'Amours
Pour les articles homonymes, voir D'Amours.
Val-D'Amours ou Val-d'Amour est un quartier du village d'Atholville, dans le comté de Restigouche, au nord de la province canadienne du Nouveau-Brunswick. Val-d'Amours a été fusionné au village en 2015.

## Toponyme
Le village porte le nom de Seven Mile Ridge jusqu'en 1918. Il est ensuite renommé ainsi par Jean-Joseph-Auguste Allard en l'honneur du père L. d'Amour, qui fut missionnaire au village de 1906 à 1907,.
La localité comprend aussi les hameaux de Colebrooke Settlement, Lac-des-Lys, Malauze et McKendrick. Colebrooke Settlement s'appelait à l'origine Dubé Settlement, en hommage à Baptiste Dubé et Odillon Dubé. Il fut renommé en l'honneur de sir William MacBean George Colebrooke (1787-1870), lieutenant gouverneur du Nouveau-Brunswick de 1841 à 1848. Le hameau est aussi appelé Coldbrook. Lac-des-Lys est nommé ainsi d'après sa position sur le lac éponyme. La localité fut d'abord connue sous le nom anglais de Lily Lake. Le toponyme de Malauze rappelle le navire de guerre français le Marquis de Malauze, ayant coulé lors de la bataille de la Ristigouche en 1760. L'origine du toponyme de McKendrick n'est pas connue.

## Géographie
Val-d'Amours se trouve à 9 kilomètres de route au sud de Campbellton.
Le ruisseau Walker prend sa source à McKendrick et traverse le village du sud-est vers le nord-est.
Val-d'Amours est généralement considéré comme faisant partie de l'Acadie.

## Histoire
Val-d'Amours est situé dans le territoire historique des Micmacs, plus précisément dans le district de Gespegeoag, qui comprend le littoral de la baie des Chaleurs. Ce territoire était revendiqué d'abord par les Iroquois et ensuite seulement par les Mohawks.
Colebrook Settlement est fondé par des Acadiens en 1843. L'établissement prend de l'expansion grâce à la Loi sur les concessions gratuites (Free Grants Act) de 1879. Les Archives provinciales du Nouveau-Brunswick ne donnent aucune informations sur la fondation de Val-d'Amours, de Lac-des-Lys, de Malauze et de McKendrick,,,. Nous savons toutefois que Lac-des-Lys compte sept familles en 1866. Le bureau de poste de Val-d'Amours ouvre ses portes en 1896. En 1898, le village compte une scierie, une église et une population de 350 habitants vivant de l'agriculture et de l'exploitation forestière.
Le bureau de poste de McKendrick ouvre ses portes en 1904. La paroisse Notre-Dame-du-Sacré-Cœur de Val-d'Amours est érigée en 1907. Le bureau de poste de Malauze est inauguré en 1937, suivi de celui de Lac-des-Lys en 1938 ; tous trois ferment leurs portes en 1958,,. L'école Mgr-Melanson de Val-d'Amours est inaugurée en 1958.
En 2009, la Caisse populaire de Val-d'Amours fusionne avec les caisses de Campbellton, Balmoral, Atholville, Charlo, Eel River Crossing et Kedgwick pour former la Caisse populaire Restigouche. La succursale de Val-d'Amours ferme finalement ses portes en janvier 2012.
Après deux ans de campagne, un projet d'annexion des DSL de Saint-Arthur et de Val-d'Amours à Atholville mène à un plébiscite le 8 décembre 2014. La population approuve majoritairement le projet mais celui-ci est rejeté par trois des conseillers municipaux d'Atholville.

## Économie
Entreprise Restigouche a la responsabilité du développement économique.

## Administration

### Comité consultatif
En tant que district de services locaux, Val-d'Amours est administré directement par le Ministère des Gouvernements locaux du Nouveau-Brunswick, secondé par un comité consultatif élu composé de cinq membres dont un président.
| Période                                  | Période  | Identité       | Étiquette | Qualité |
| ---------------------------------------- | -------- | -------------- | --------- | ------- |
|                                          | en cours | Donald Leblanc |           |         |
|                                          |          |                |           |         |
| Les données manquantes sont à compléter. |          |                |           |         |

### Commission de services régionaux
Val-d'Amours fait partie de la Région 2, une commission de services régionaux (CSR) devant commencer officiellement ses activités le 1er janvier 2013. Contrairement aux municipalités, les DSL sont représentés au conseil par un nombre de représentants proportionnel à leur population et leur assiette fiscale. Ces représentants sont élus par les présidents des DSL mais sont nommés par le gouvernement s'il n'y a pas assez de présidents en fonction. Les services obligatoirement offerts par les CSR sont l'aménagement régional, l'aménagement local dans le cas des DSL, la gestion des déchets solides, la planification des mesures d'urgence ainsi que la collaboration en matière de services de police, la planification et le partage des coûts des infrastructures régionales de sport, de loisirs et de culture; d'autres services pourraient s'ajouter à cette liste.

### Représentation
Nouveau-Brunswick : Val-d'Amours fait partie de la circonscription provinciale de Campbellton—Restigouche-Centre, qui est représentée à l'Assemblée législative du Nouveau-Brunswick par Greg Davis, du Parti progressiste-conservateur. Il fut élu en 2010.
 Canada : Val-d'Amours fait partie de la circonscription fédérale de Madawaska—Restigouche, qui est représentée à la Chambre des communes du Canada par Jean-Claude D'Amours, du Parti libéral. Il fut élu lors de la 38e élection générale, en 2004, puis réélu en 2006 et en 2008.

## Vivre à Val-d'Amours
L’école Mgr-Melanson accueille les élèves de la maternelle à la 6e année. C'est une école publique francophone faisant partie du sous-district 1 du district scolaire Francophone Nord-Est.
Val-d'Amours possède aussi un bureau de poste et une caserne de pompiers. Le détachement de la Gendarmerie royale du Canada le plus proche est à Campbellton. Campbellton compte le Centre hospitalier Restigouche, francophone, et l'hôpital régional de Campbellton, anglophone. Les hôpitaux néo-brunswickois sont en effet bilingues dans leurs services mais unilingues dans leur administration. Campbellton compte de plus un poste d'Ambulance Nouveau-Brunswick.
Les francophones bénéficient du quotidien L'Acadie nouvelle, publié à Caraquet, ainsi que de l'hebdomadaire L'Étoile, de Dieppe. Ils ont aussi accès à l'hebdomadaire L'Aviron, publié à Campbellton. Les anglophones bénéficient du quotidien Telegraph-Journal, publié à Saint-Jean, ainsi que de l'hebdomadaire Campbellton Tribune, de Campbellton. Le village a également eu son propre journal mensuel, Informatous, entre 1992 et 1993.
L'église Notre-Dame-du-Sacré-Cœur est une église catholique romaine faisant partie du diocèse de Bathurst.
La collecte des déchets et matières recyclables est effectuée par la Commission de gestion des déchets solides de Restigouche. L'aménagement du territoire est de la responsabilité de la Commission d'urbanisme du district de Restigouche.

## Culture

### Personnalités

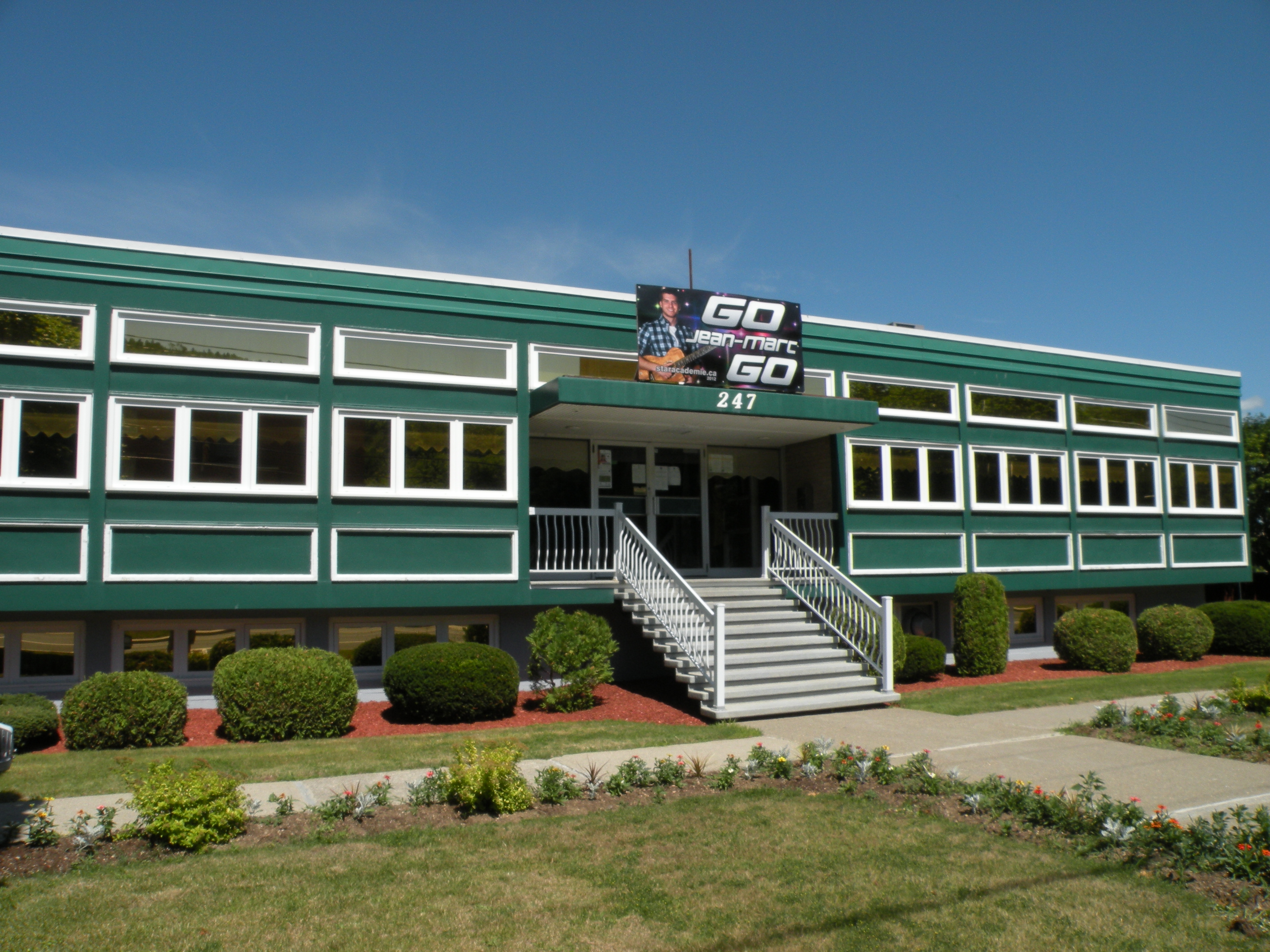
Une affiche de Jean-Marc Couture sur la façade de l'hôtel de ville d'Atholville.

- Jean-Marc Couture (1991, Val-d'Amours - ), gagnant de l'édition 2012 de Star Académie;
- Luc Leblanc, animateur de télévision, né à McKendrick;
- Florian Levesque (1959, McKendrick - 2012, Balmoral), journaliste, écrivain et conteur.